# Valgemetsa
Valgemetsa – wieś w Estonii, w prowincji Põlva, w gminie Vastse-Kuuste.
Znajduje się tu przystanek kolejowy Valgemetsa, położony na linii Tartu – Koidula.